# 순천교통
순천교통(順天交通)은 전라남도 순천시 가곡동에 위치한 시내버스 운수 업체이다. 주로 순천시 일대를 운행하며, 차고지내 CNG 충전소를 운영중인 원영실업과 광주광역시 면허 시내버스 업체인 을로운수, 현대교통, 삼아교통과 동일한 계열사이다. 시군통합 이후 당시 함평교통 대표이사였던 분(현 대표사원 부친 최금철)께서 함평교통을 매각한 이후부터 경영정상화를 해서 더 크게 성장한 이야기가 있었다.

## 운행 노선

### 도시형버스
- ● 21번: 제일고 ~ 전남테크노파크, 신성포
- ● 22번: 제일고 ~ 신성포
- ● 23번: 제일고 ~ 광양세풍
- ● 25번: 제일고 ~ 해룡용전
- ● 52번: 제일고 ~ 청암대
- ● 56번: 제일고 ~ 범암, 왕조 대동
- ● 59번: 제일고 ~ 조례대림아파트 (가곡시영A, 예술회관 경유)
- ● 59-1번: 제일고 ~ 조례대림아파트 (용당순천의봄A, 용당e-편한세상A 경유)
- ● 60번: 제일고 ~ 승주서동
- ● 61번: 제일고 ~ 낙안읍성 (흥림연장운행)
- ● 62번: 제일고 ~ 상사초곡마을회관, 기동 (면사무소, 운곡 경유)
- ● 63번: 제일고 ~ 고인돌공원 (낙안읍성 경유)
- ● 64번: 제일고 ~ 상사응령
- ● 66번: 제일고 ~ 인안초교 (용당순천의봄A, 용당e-편한세상A, 순천만정원 경유)
- ● 71번: 제일고 ~ 드라마촬영장 ~ 제일고 (폴리텍대학 경유/반순환)
- ● 71-1번: 제일고 ~ 금당동신A ~ 제일고 (폴리텍대학 경유/반순환)
- ● 77번: 제일고 ~ 광양터미널
- ● 81번: 제일고 ~ 별량화포 ~ 제일고(반시계방향순환)
- ● 82번: 제일고 ~ 별량화포 ~ 제일고(시계방향순환)
- ● 84번: 제일고 ~ 별량대동 (죽림, 대치, 용두 경유)
- ● 85번: 제일고 ~ 마산거차 (창산 경유)
- ● 86번: 제일고 ~ 별량반곡 (서동 경유)
- ● 94번: 제일고 ~ 여수사곡
- ● 95번: 제일고 ~ 여수봉전 (산수 경유)
- ● 96번: 제일고 ~ 애양원 (여수공항 경유)
- ● 97번: 제일고 ~ 해룡하사 (복편: 해룡 와온)
- ● 98번: 제일고 ~ 해룡와온(복편: 해룡 하사)
- ● 100번: 제일고 ~ 제일고 (순천만정원/신대지구경유)(시계방향순환)
- ● 101번: 제일고 ~ 제일고 (순천만정원/신대지구경유)(반시계방향순환)
- ● 777번: 청암대 ~ 광양터미널
- ● 960번: 제일고 ~ 여수시청 (여수공항 경유)

## 보유 차종

#### KGM커머셜
- KGM 스마트 110 HG
- KGM 스마트 110 저상버스

#### 현대자동차
- 현대 그린시티
- 현대 뉴 슈퍼에어로시티
- 현대 저상 뉴 슈퍼에어로시티
- 현대 일렉시티

## 갤러리

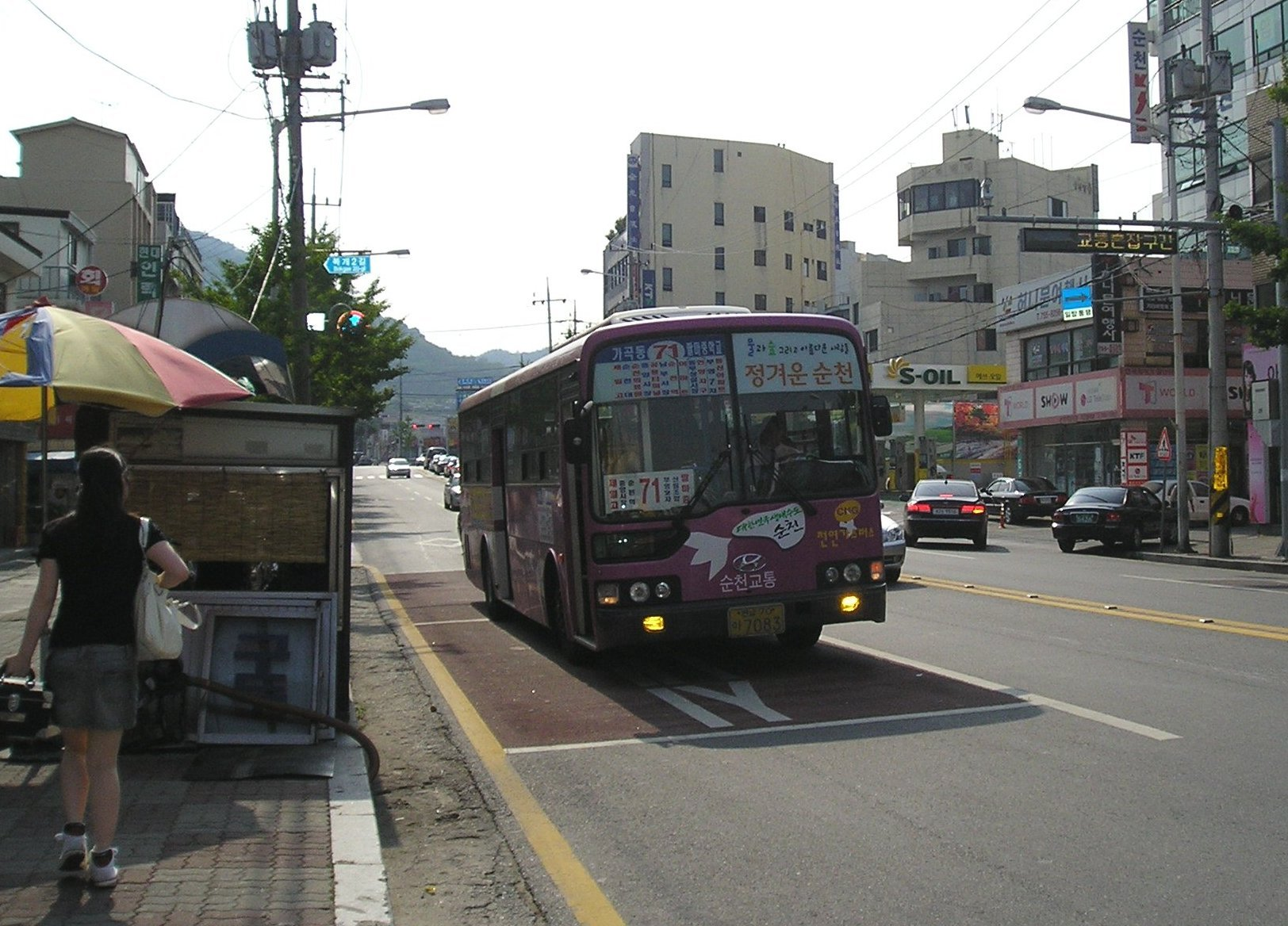
순천시내버스 71번

## 같이 보기
- 을로운수
- 동신교통
- 현대교통
- 삼아교통
- 광양교통